# بالگرد

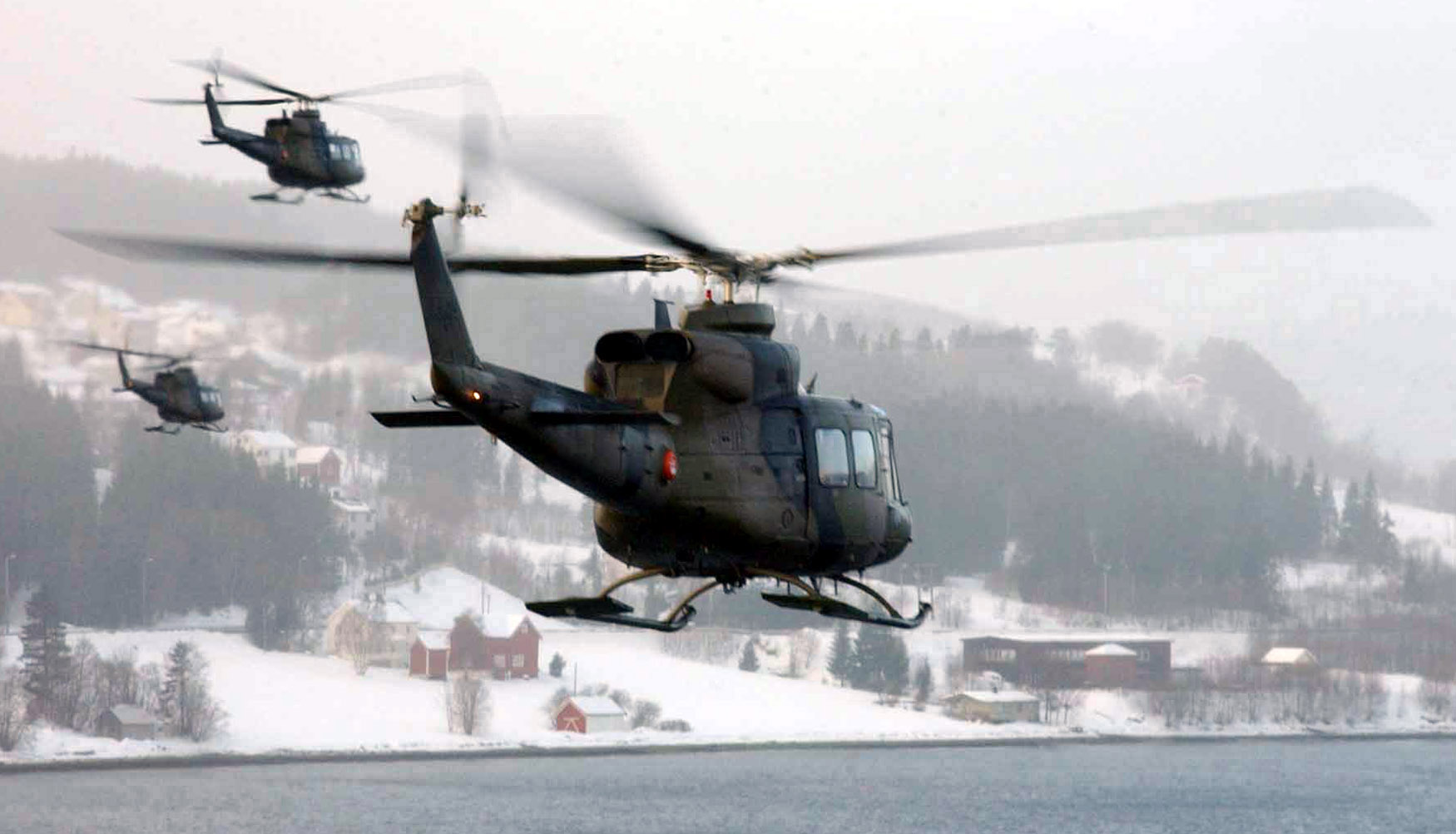
بالگرد نظامی شرکت بل هلیکوپتر در خدمت ارتش نروژ

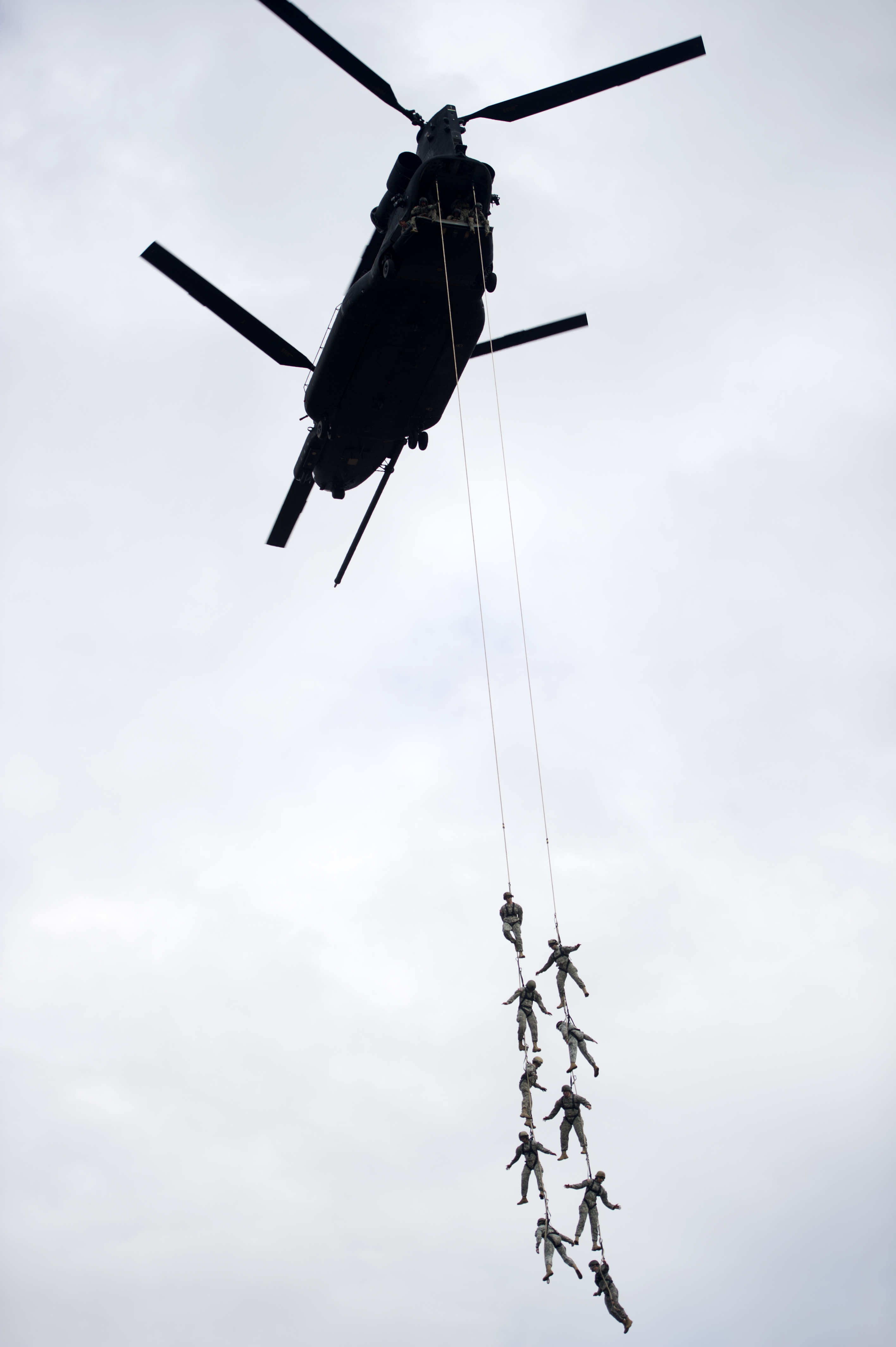
سربازان گروه ویژهٔ هفتم هوابرد ارتش ایالات متحده آمریکا در حال تمرین با بالگرد بوئینگ سی‌اچ-۴۷ شنوک

بالگَرد یا هِلی‌کوپتِر (به فرانسوی: helicóptero) یا چَرخ‌بال (فارسی تاجیکستان) یک هواگرد است که برخاستن و پیش‌رانش آن به‌وسیلهٔ دو یا چند پروانه افقی بزرگ صورت می‌گیرد. بالگردها در رده‌ٔ هواگردهای بالگردان جای دارند.
بالگرد را در ردهٔ هواگردهای بال متحرک طبقه‌بندی کرده‌اند تا بتوان آن‌ها را از هواپیما (هواگردهای ثابت‌بال) متمایز کرد. بالگرد در دنیای امروز از مهم‌ترین و پراستفاده‌ترین وسایل ترابری به‌شمار می‌آید. این وسیله در سه محور می‌تواند حرکت کند. خلبان بالگرد باید از دو دست و دو پای خود برای خلبانی استفاده کند، که این کار نیاز به مهارت و قدرت تمرکز بالا دارد.

## ریشهٔ نام
همانند بسیاری از واژه‌های اروپایی، واژه هلیکوپتر نیز از زبان یونانی سرچشمه می‌گیرد. واژه هلیکوپتر کنونی، درواقع لهجهٔ انگلیسی از واژهٔ یونانی Helix-pteron است که واژهٔ هِلیکس به معنی «گَردان» و واژهٔ پِتِرون به معنی «بال» است. این وسیله را در ایران بالگَرد و در تاجیکستان چَرخ‌بال می‌نامند.

## تاریخچه
کاربرد پروانه‌های گردان برای رسیدن شبیه‌سازی پرواز، از سده چهارم پیش از میلاد مسیح در چین آغاز شد. طرح اولیهٔ ساخت بالگرد را چینی‌ها برای ساخت اسباب‌بازی‌های فرزندانشان به کار بردند. اسباب‌بازی‌های کودکان با چوب بامبو که امروزه «بامبو کاپتر» نامیده می‌شوند برای سرگرم کردن کودکان به‌کار می‌رفتند. فیلسوف چینی «جی هانگ» در سال ۳۱۷ میلادی در کتاب خود که «بائوپوزی» نام دارد دربارهٔ بالگرد مطالبی نوشته‌است. او احتمال ساخت یک بالگرد در آینده را به زبان آورده و آن را فِئیچه به معنای «ماشین پرنده» نامیده و اینگونه نوشته‌است که:

چند نفر موفق شدند با استفاده از بخش درونی درخت کنار «ماشین پرنده» بسازند. آنها با استفاده از چرم ورزا چوب را به‌گونه‌ای محکم کردند که در حرکت باقی بماند.
میخاییل لومونسف نیز بر پایهٔ این طرح چینی، مدلهایی ارائه کرد و در طول زمان این ایده‌ها بهتر و بهینه‌تر شدند.

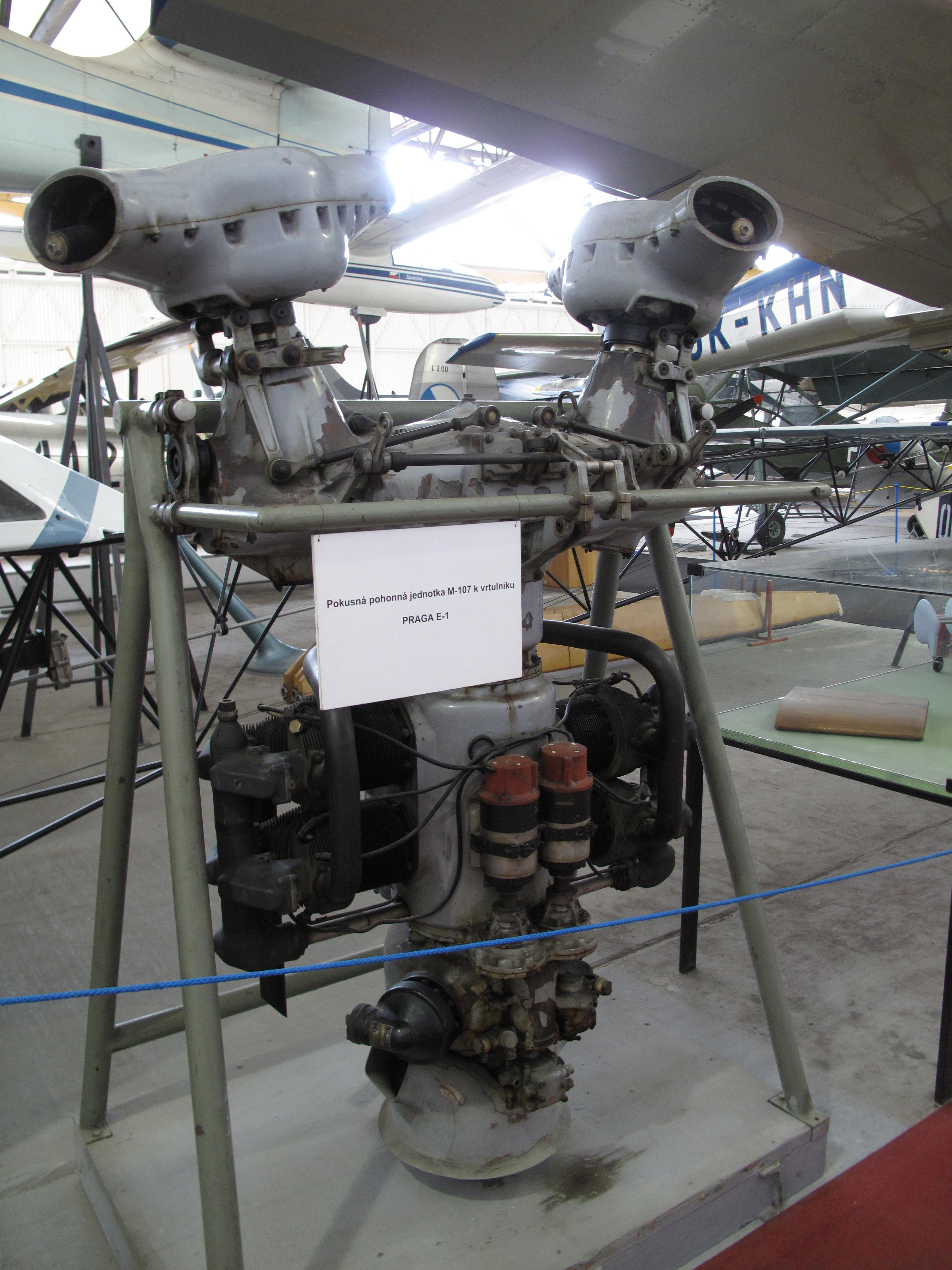

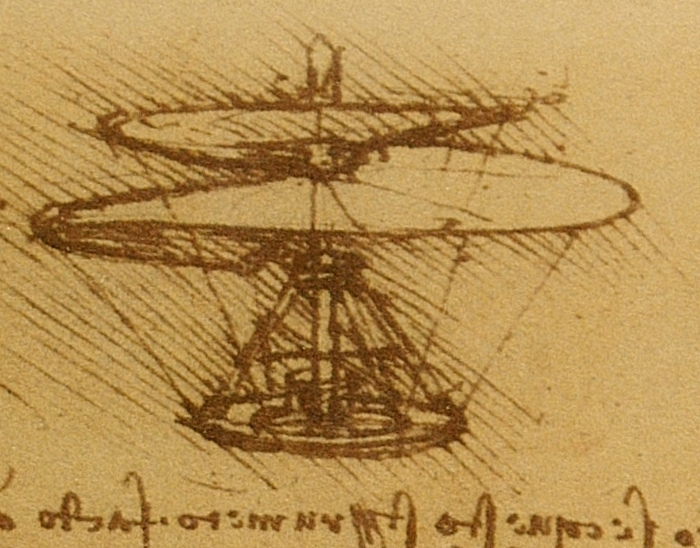
نگاره ترسیمی از لئوناردو داوینچی

میخاییل لومونسف و لئوناردو داوینچی نیز از کسانی بودند که طرح‌هایی از بالگرد را ارائه دادند، ولی نتوانستند از حرکت بخش اصلی بدنه به دور خود جلوگیری کنند. مدل کوچکی از یک بالگرد، که «چاینیز تاپ» نام داشت، در سال ۱۷۸۳ وارد عرصه شد. ۱۳ سال بعد، «سر جورج کیلی» انواع آزمایشی این چاینیز تاپ‌ها را ساخت و بالگرد بخاری را طراحی کرد. در عرض صد سال بعد، طرح‌هایی که ساخته می‌شد همگی مشکل موتور داشتند. واژهٔ فرانسوی hélicoptère به لهجه فرانسوی هیلی‌کوپتِق نخستین بار در سال ۱۸۶۱ توسط یک دانشمند فرانسوی ــ که اولین مدل کوچک با موتور بخار را ساخت ــ مورد استفاده قرار گرفت. همچنین اولین مدل موتور الکتریکی را توماس ادیسون اختراع کرد.
اولین پرواز موفقیت‌آمیز نیز در سال ۱۹۰۷ در فرانسه، البته توسط یک ماکت کوچک، انجام شد که در این پرواز، بالگردِ مدل به‌مدت ۲۰ ثانیه در ارتفاع ۳۰ سانتیمتری سطح زمین معلق ماند.
در دهه ۱۹۲۰ میلادی خوان د لا سییروا پیشگام اسپانیایی در صنعت بادبادک پروانه‌دار و هواچرخ، طرح‌های بسیار نوآورانه‌ای با به‌کارگیری پروانهٔ «تمام لولایی» ارائه داد که الهام‌بخش بالگردهای بسیار زیادی ازجمله بالگردهای امروزی شد.
هفت سال بعد از ساخته شدن اولین بالگردی که می‌توانست پرواز کند، دو افسر نیروی هوایی مجارستانی بالگردی ساختند که اتفاقاً پروازهای متعددی در ارتفاعات بالا انجام داد، ولی هرگز اجازهٔ پرواز آزاد نداشتند. بالگردهای ساخته‌شده انتظارات را برآورده نمی‌کرد، تا اینکه در سال ۱۹۳۶ شرکت آلمانی «فوک ولف» بالگردی ساخت که سرعت آن ۷۰ مایل بر ساعت و تا ارتفاع ۱۱ هزار پایی بود.
در سال ۱۹۴۰ و هم‌زمان با پیشرفت در ساخت موتورهای هم‌محور (موتورهایی که در آن نیروی پیشران و پسران هر دو ملخ توسط یک موتور تولید می‌شود) اولین بالگرد برای استفاده‌های نظامی توسط سیکورسکی ساخته شد و اولین پرواز آن در سال ۱۹۴۰ در آمریکا با موفقیت صورت گرفت که آن را دو خلبان تا ارتفاع ۱ کیلومتری زمین در مدت ۱ دقیقه بالا بردند.

## سازوکار پرواز بالگرد
برای ساخت ماشینی که فقط به جهت بالا حرکت می‌کند نیاز به بالی داریم که بر اثر جنبش، مقداری هوا را به پایین بفرستد تا بر اثر کنش و واکنشِ ماشین به بالا حرکت کند. البته جنبش دَوَرانی راحت‌ترین راه برای رسیدن به این امر است. برای این کار، تنها کافی است که چند پره همانند پره‌های یک پنکه، به میله‌ای (شَفت) در بالای ماشین وصل کنیم تا با چرخش خود، عمل بالا بردن را انجام دهد. به این پره‌ها در صنعت هوانوردی «ملخ» می‌گویند. ملخ‌های یک بالگرد شباهت زیادی به ملخ‌های یک هواپیما دارد، با این تفاوت که باریک‌تر و بلندتر است؛ زیرا با سرعت بیشتری در هوا باید بچرخد و نیروی بیشتری تولید کند.
با چرخش ملخ بالگرد، بر اثر فقدان نیروی تکیه‌گاه، بدنهٔ بالگرد تمایل دارد در جهت عکس چرخش ملخ اصلی بچرخد. برای جلوگیری از این کار، نیاز به نیرویی است تا از چرخش بدنه ممانعت کند. این نیرو به وسیلهٔ ملخ دم بالگرد ایجاد می‌شود،در اصل هر نوع چرخش یک بالگرد توسط این ملخ کوچک انتهایی انجام می‌شود؛ بدین‌صورت که با افزایش یا کاهش قدرت ملخ دُم توسط خلبان بالگرد حول محور خود می‌چرخد. برای مثال، بالگردی را در نظر بگیرید که ملخ اصلی آن چپ‌گرد است. برای اینکه حول محور خود نچرخد، نیاز به ملخ دُمی دارد که گشتاور را در جهت خلاف حرکت ملخ اصلی اِعمال کند، که کم و زیاد کردن قدرت این ملخ به‌صورت خودکار در حرکت عمودی حول محور Y مطابق با گشتاور ملخ اصلی اِعمال می‌شود. اما در صورت نیاز، خلبان می‌تواند کنترل ملخ دُم را به‌صورت کامل در دست بگیرد.

### پروانه‌های اصلی بالگرد
ملخ اصلی بالگرد، مهم‌ترین قسمت یک بالگرد را تشکیل می‌دهد. بالگرد به‌وسیلهٔ همین قسمت به بالا و پایین و دو طرف پرواز می‌کند. برای انجام این امور، در ابتدا ملخ‌ها باید از استحکام کافی برخوردار باشند و همچنین قادر به تنظیم زاویهٔ آن‌ها بود تا عمل موردنظر انجام شود. در بالگرد، این تنظیم زاویه به‌وسیلهٔ صفحات لغزنده (swash plate assembly) انجام می‌شود.
صفحات لغزندهٔ بالگرد دو کار مهم انجام می‌دهد:
- تغییر زاویهٔ هر دو ملخ اصلی بالگرد به‌طور همزمان، که باعث افزایش و کاهش ارتفاع بالگرد می‌شود. (یعنی در اصل، بالگرد با تغییر زاویهٔ ملخ‌ها، به بالا و پایین می‌رود)
- تغییر زاویهٔ هر ملخ اصلی بالگرد به‌طور جداگانه، که سبب حرکت بالگرد به هر جهتی شامل جلو، عقب، چپ، و راست می‌شود.

صفحات لغزنده از دو صفحهٔ ثابت و چرخان تشکیل شده‌است. صفحهٔ چرخان به‌وسیلهٔ شَفت می‌چرخد و بر اثر این چرخش، ملخ‌ها، به‌سبب اتصالشان به این صفحه، می‌چرخند.
میله‌های کنترل درجه سبب ایجاد تغییر زاویه در صفحهٔ چرخان و در نتیجه ملخ‌ها می‌شوند.
زاویهٔ صفحهٔ ثابت توسط میله‌های کنترل تغییر می‌کند، که این میله‌ها مستقیماً توسط خلبان اداره می‌شود.

## گونه‌های بالگرد
- بالگرد تهاجمی
- بالگرد ترابری
- بالگرد چندمنظوره

### انواع بالگردهای نظامی
- بالگرد آواکس
- بالگرد ناونشین
- بالگرد ضد زیردریایی
- بالگرد نجات دریایی
- بالگرد گشت دریایی
- بالگرد باربری
- بالگرد امداد و نجات
- بالگرد آمبولانس

### غیرنظامی

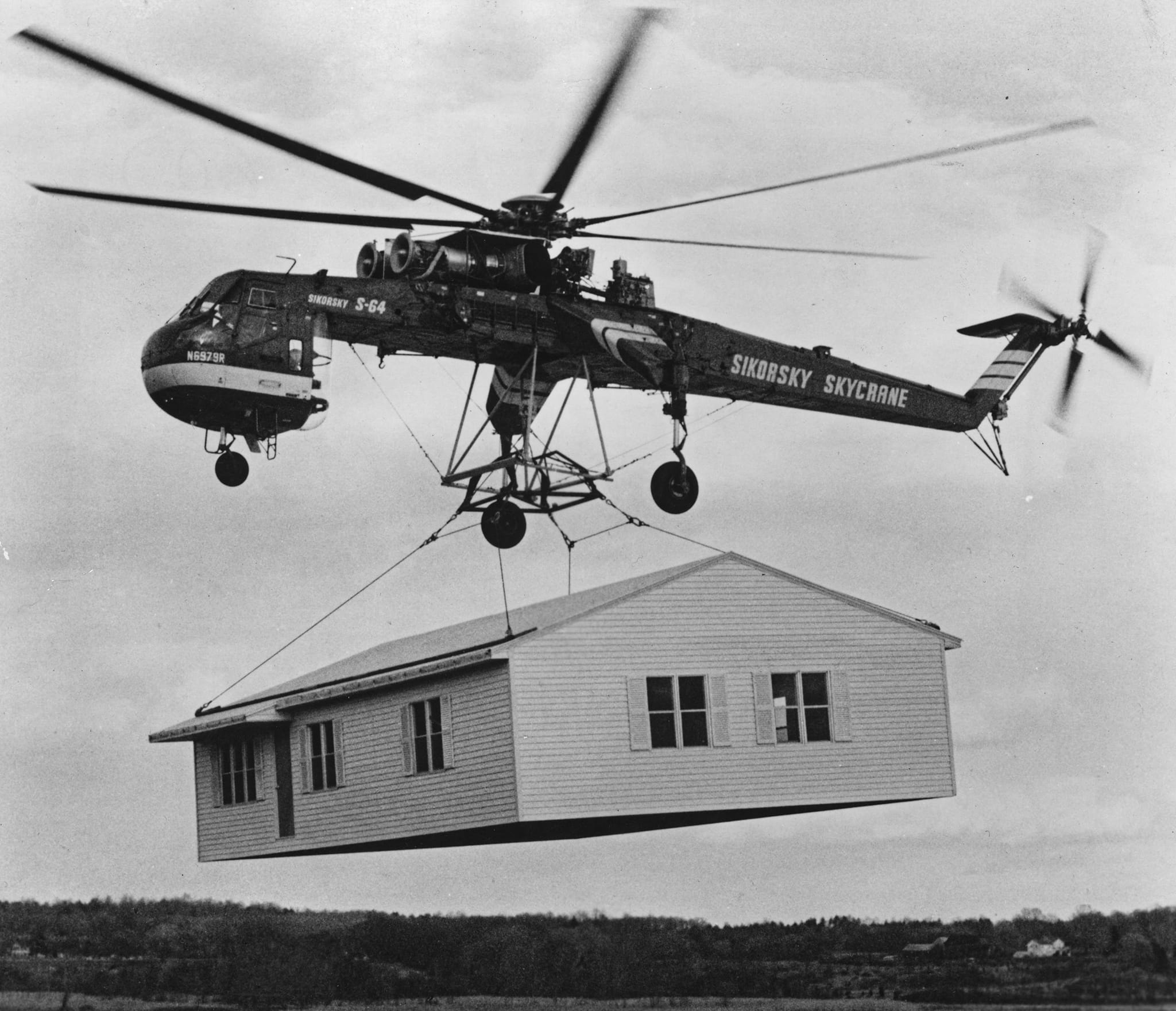
بالگرد سیکورسکی اس-۶۴ در حال جابجا کردن یک ساختمان پیش‌ساخته

- بالگرد مسافربری
- بالگرد باربری
- بالگرد امداد و نجات
- بالگرد آمبولانس

- بالگرد خصوصی
- بالگرد ویژه
- بالگرد آموزشی
- بالگرد آتش‌نشانی
- بالگرد علمی پژوهشی